# Daniel Steding
Daniel Steding (1992) è un ex sciatore alpino svedese.

## Biografia
Attivo in gare FIS dal dicembre del 2007, in Coppa Europa Steding ha esordito il 2 dicembre 2010 a Åre in slalom speciale, senza completare la prova, ha ottenuto il miglior piazzamento il 1º dicembre 2013 a Trysil nella medesima specialità (39º) e ha disputato l'ultima gara il 18 gennaio 2014, lo slalom speciale di Zell am See che non ha completato.
Si è ritirato al termine della stagione 2013-2014 e la sua ultima gara è stata lo slalom speciale dei Campionati svedesi 2014, disputato il 29 marzo a Tärnaby e chiuso da Steding al 21º posto; in carriera non ha debuttato in Coppa del Mondo né preso parte a rassegne olimpiche o iridate.

## Palmarès

### Mondiali juniores
- 1 medaglia:
  - 1 oro (gara a squadre a Québec 2013)